# Vladimír Sýkora
Vladimír Sýkora (írói álnevei: Peter Zvon, Juraj Valach;  Chrudim, 1913. január 9. – Pozsony, 1942. október 19.) cseh származású szlovák jogász, drámaíró, színházi kritikus és rendező.

## Élete
Köztisztviselő családjában született. Szlovákiában nőtt fel, ahová az apja, Čeněk Sýkora Csehszlovákia megalakulása után költözött. Népi iskolába járt Pozsonyban, majd 1932-ben Aranyosmaróton a középiskolát fejezte be. Ezután Prágában kezdte el a jogi tanulmányait, de a cseh egyetemek bezárása miatt Pozsonyban fejezte be. 1939-ben szerzett jogi doktorátust. Az egyetem elvégzése után ügyvédként dolgozott a Všeobecná úverová banknál, majd a Tatra banknál a jogi osztály vezetőjeként. 1940-ben feleségül vette Oľga Kadancová színésznőt. 1942. október 19-én, 29 éves korában tífuszban halt meg.

## Munkássága
1940-től Juraj Valach néven jelentek meg az írásai az Elán kulturális és társadalmi magazinban. Kritikáival és előadásaival az egyik vezető szlovák színházkritikus lett. A válogatott cikkei és kritikái megjelentek a Divadelné články a kritiky (Színházi cikkek és kritikák) című könyvben is. Ugyanebben az évben írta az első színjátékát, a Tanec nad plačom (Sírva vigadunk) címmel. A vígjátékban a szerző bemutatta a régi és az új világ közötti összeütközést. A komédia kritikája az akkori társadalomnak: a kultúrának, a politikának és a társadalmi életnek. Második darabja, a Vzdálená země (Távoli föld) komédia, amelynek története a második világháború alatt egy elhagyatott szigeten játszódik. A próza és a vers váltakozik ebben a játékában is. A Sírva vigadunk darabját Magyarországon is bemutatták, 1960-ban az Ódry Színpadon.

## Művei
- Tanec nad plačom (komédia, 1940) Boldogultak bálja[4]
- Vzdálená země (komédia, 1945) Távoli föld
- Divadelné články a kritiky, výber referátov a kritík (1948) Színházi cikkek és kritikák, válogatott cikkek és kritikák

## Fordítás
- Ez a szócikk részben vagy egészben  a   Vladimír Sýkora  című szlovák Wikipédia-szócikk ezen változatának fordításán alapul.  Az eredeti cikk szerkesztőit annak laptörténete sorolja fel. Ez a jelzés csupán a megfogalmazás eredetét és a szerzői jogokat jelzi, nem szolgál a cikkben szereplő információk forrásmegjelöléseként.